# Nieuw- en Sint Joosland
Nieuw- en Sint Joosland of Nieuwland (Zeeuws: 't Nieuwland) is een dorp  en voormalige gemeente in het zuidoosten van Walcheren, aan de rand van dit eiland, in de gemeente Middelburg, in de Nederlandse provincie Zeeland. Het heeft ruim 1.385 inwoners. Door zijn relatief late ontstaan is Nieuw- en Sint Joosland geen kerkdorp maar eerder een wegdorp, al heeft het een duidelijke dorpskern.

## Geschiedenis: polders en dorpen in 17e en 18e eeuw
Nieuw- en Sint Joosland ontstaat in de zeventiende eeuw, in de tijd dat het Sloe beetje bij beetje begint te verzanden en zodoende voor bedijking en inpoldering interessant wordt. In 1603 koopt de stad Middelburg een deel van de schor aan, om het in 1644 aan de burgemeester persoonlijk te verkopen. In 1631 ontstaat de Oud-Sint Jooslandpolder, gevolgd in 1644 door de Middelburgse polder. Er ontstaat een kleine kern in de Oud-Sint Jooslandpolder, het eigenlijke Sint Joosland, maar die komt nooit tot volle wasdom; dit gehucht heet tegenwoordig Oudedorp. Er liggen op het nieuwe land behalve enige boerderijen acht zaagmolens; daar de Middelburgse polder aan de druk bevaren zeearm Welzinge ligt, tegenover de mond van het Middelburgse havenkanaal, is deze handel zeer rendabel. Men noemt de Middelburgse polder simpelweg Nieuw land. Andere polders volgen: in 1661 de Nieuwerkerkepolder, in 1671 de Nieuw-Sint Jooslandpolder en in 1672 de Molenpolder. Over land is het gebied niet te bereiken: men stelt een veer in over de Welzinge, en bij de haven ontstaat het dorp Nieuwland. In 1650 wordt het eiland groot genoeg bevonden voor een eigen kerk.

## Gemeente
In 1816 voegt men de twee gemeenten Nieuwland en Sint Joosland samen tot de nieuwe gemeente Nieuw- en Sint Joosland, al bestond de laatste gemeente slechts uit een klein straatje (namelijk het nog altijd bestaande gehucht Oudedorp, in het Zeeuws  't Ouwe Durp) en enkele boerderijen. Twee jaar later legt men een dam aan door de Welzinge die het eiland met het oude Walcheren verbindt; Middelburg heeft dan een nieuw havenkanaal naar Veere gegraven en dit vaarwater is niet langer nodig. Zo gaat ook de houtindustrie in Nieuw- en Sint Joosland verloren, waardoor men zich volledig op de landbouw concentreert. In 1966 worden het dorp Nieuwland en het gehucht Oudedorp aan Middelburg toegevoegd. Meer dan de helft van het grondgebied van de opgeheven gemeente, bijna 8 km², gaat dat jaar naar de gemeente Vlissingen, ruim 7 km² naar Middelburg en 7 ha naar Arnemuiden. Bij de gemeentelijke herindeling van 1997 krijgt het dorp het noordelijke deel van de Nieuw- en Sint Jooslandpolder terug van Vlissingen.

## Gebouwen
De Nederlands-Hervormde kerk van Nieuwland is gebouwd in 1882; van de oude kerk uit 1650 is nog een deel van de muur rond het kerkhof met de toegangszuilen bewaard gebleven. Even buiten het dorp staat de korenmolen Buiten Verwachting, gebouwd in 1874.

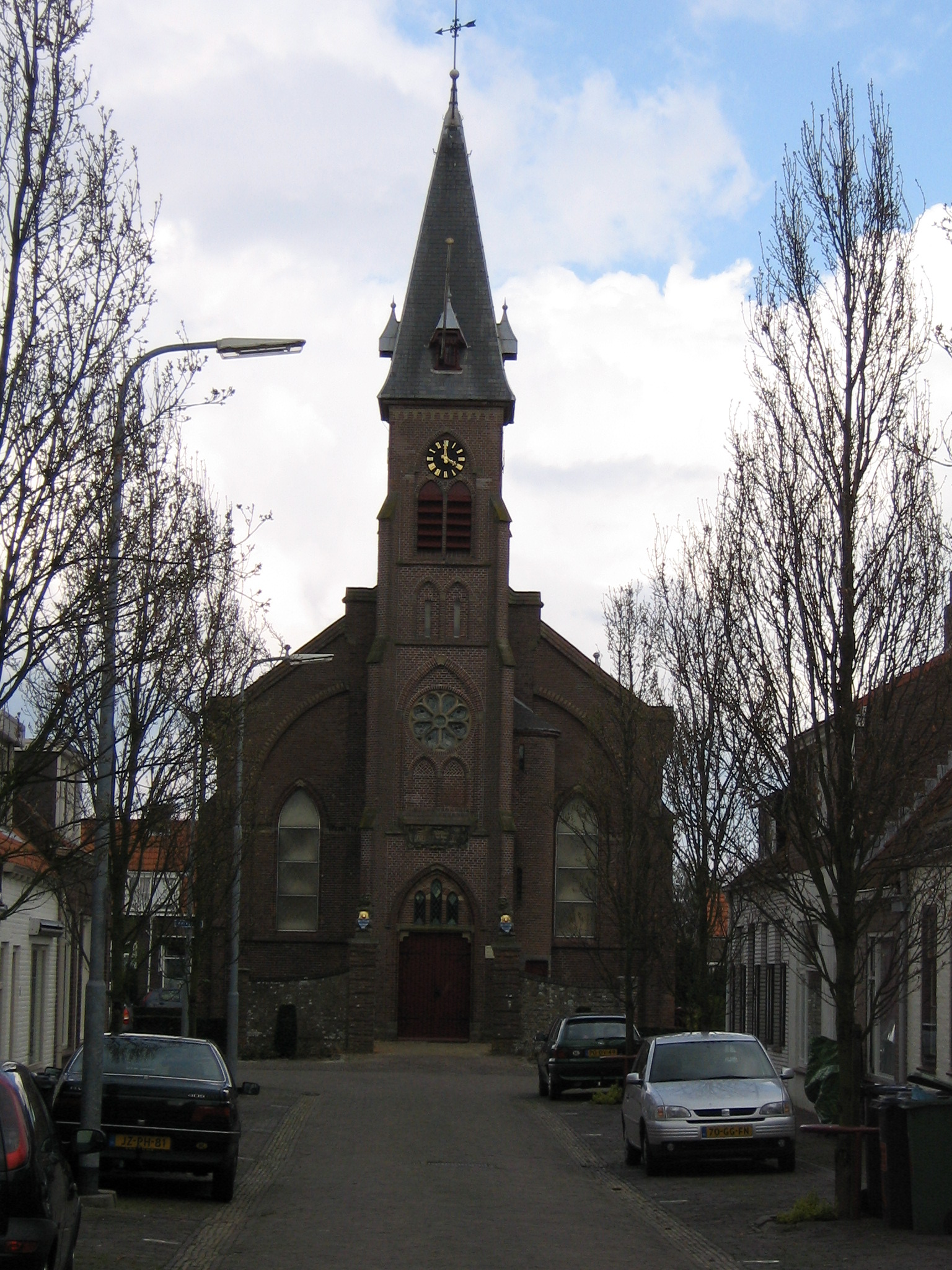
Dorpskerk

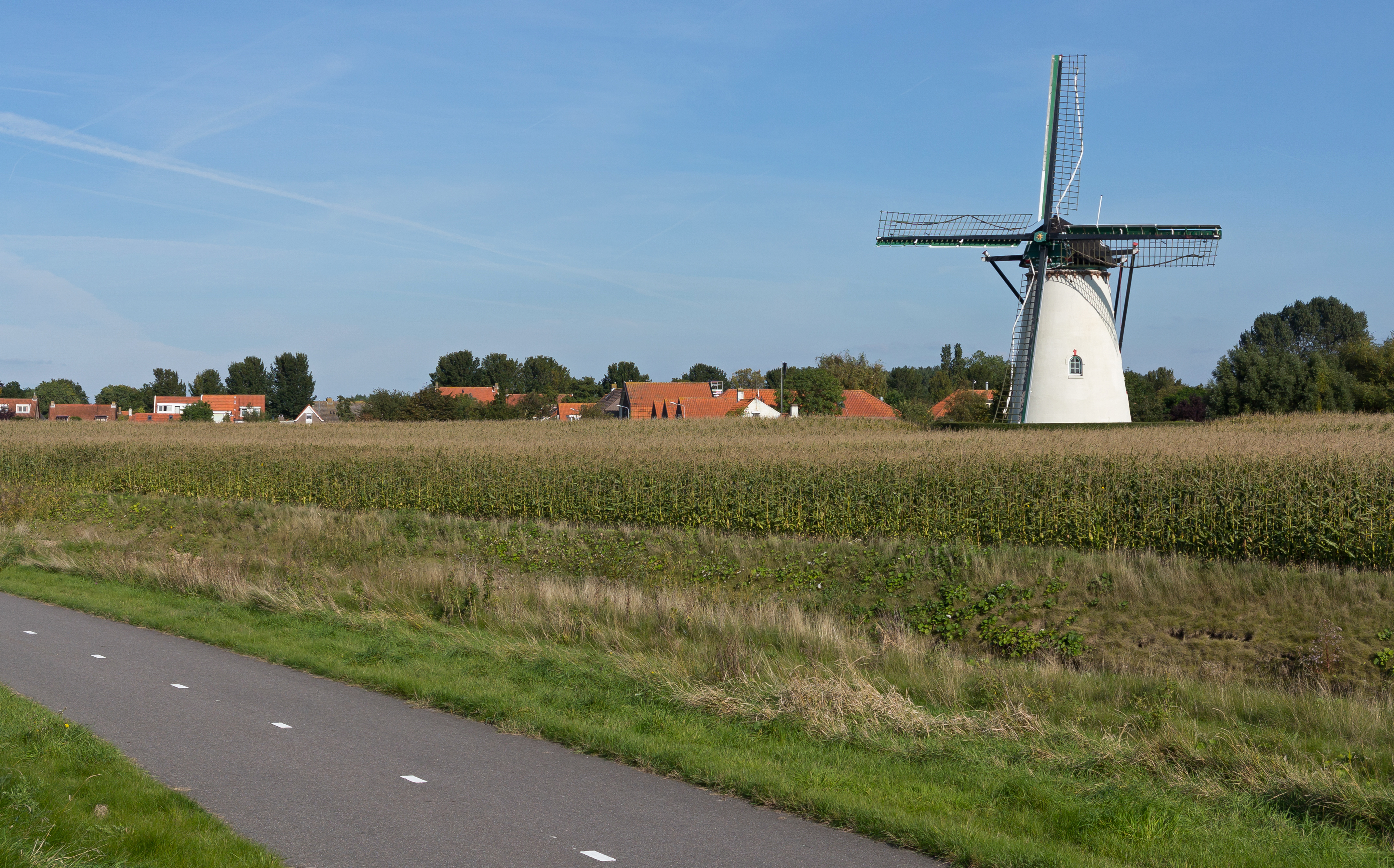
Korenmolen Buiten Verwachting